# Richard Murphy (aviron)
Richard Murphy, né le 14 novembre 1931 et mort le 8 août 2023, est un rameur d'aviron américain. 

## Carrière
Richard Murphy participe aux Jeux olympiques de 1952 à Helsinki et remporte la médaille d'or en huit, avec Frank Shakespeare, William Fields, Charles Manring, James Dunbar, Robert Detweiler, Edward Stevens, Henry Proctor et Wayne Frye.